# 新彼得里夫卡 (蘇梅區)
51°3′53″N 34°8′14″E / 51.06472°N 34.13722°E
新彼得里夫卡（烏克蘭語：Новопетрівка）是位於烏克蘭東北部的村莊，由蘇梅州蘇梅區的比洛皮利亞市鎮負責管轄。該村距離庫亞尼夫卡1公里，海拔高度170米，2001年人口204。